# Очищення повітря

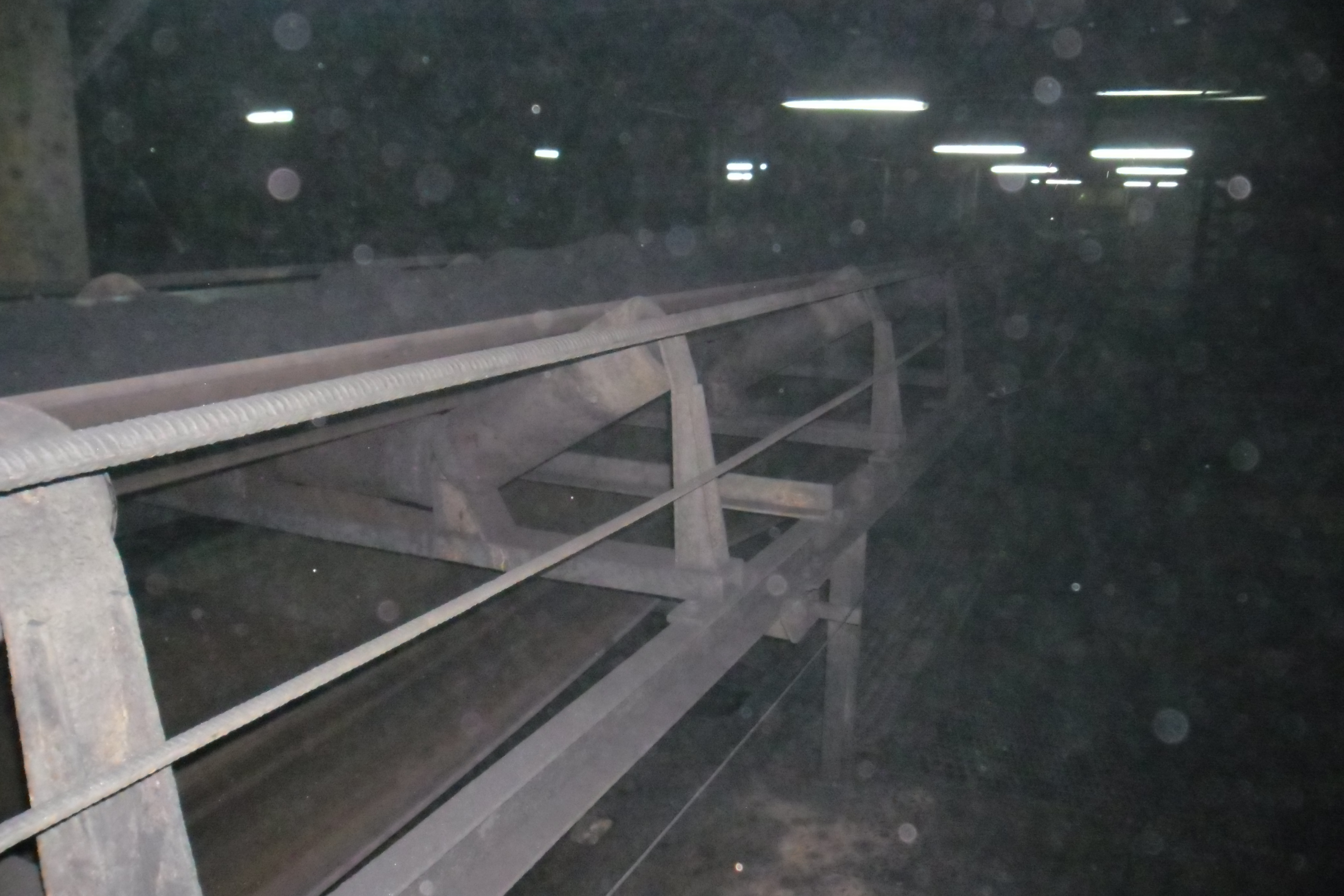
Аерозоль в атмосфері промислового підприємства.

Очищення повітря (англ. air cleaning, нім. Luftreinigung f) — видалення з повітря пилу, рідких та газоподібних шкідливих домішок. Очищають звичайно забруднене повітря, яке видаляють з виробничих об'єктів, повітря, що подається в приміщення або інші об'єкти системи припливної вентиляції і кондиціонування повітря, а також повітря, використане у технологічних процесах (наприклад, у доменному виробництві).